# حواله ارزی

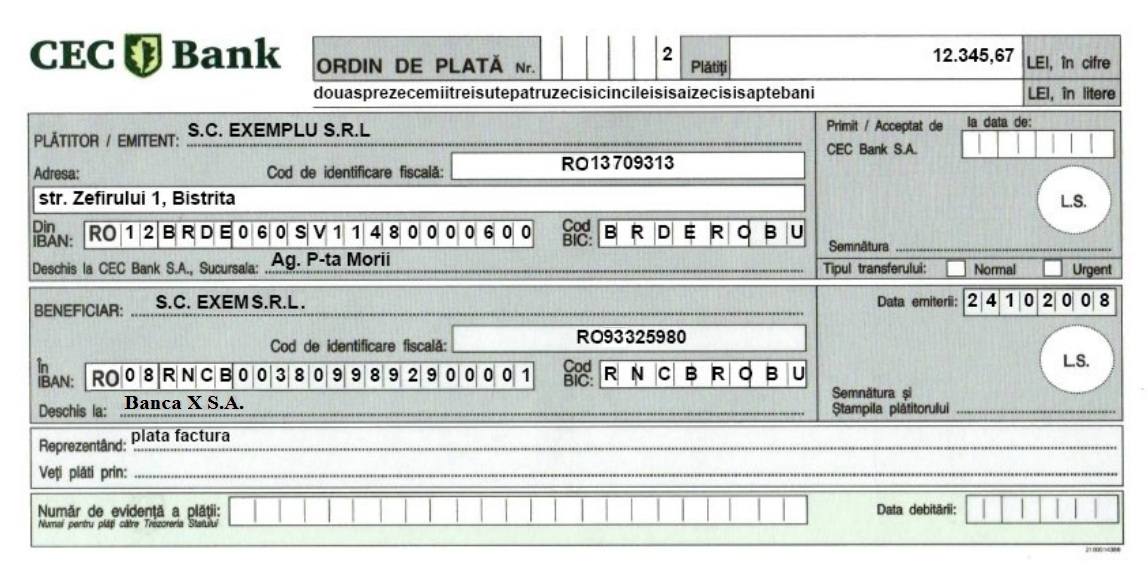
عكس يك حواله ارزي

حواله ارزی (به انگلیسی: Payment order) عبارت است از نوعی دستور پرداخت، که به موجب آن، یک بانک یا مؤسسه مالی به تقاضای مشتری یا دارنده یک حساب بانکی، به یکی از از بانک‌های کارگزار خود در خارج از کشور، حواله‌ای را صادر می‌کند. و از آن موسسه می‌خواهد مبلغ حواله را به ذی‌نفع آن، پرداخت نماید.
حواله‌های ارزی از طریق حساب واسترو و نوسترو، از طریق بانک پوشش دهنده، پرداخت می‌شود. حواله‌های ارزی به دو گروه حواله‌های صادره و وارده تقسیم می‌شوند. امروزه حواله‌های ارزی از طریق شبکه جهانی سوئیفت انجام می‌شود.